# Попов, Валерий Борисович
Валерий Борисович Попов (23 июня 1963, Ворошиловград, Украинская ССР, СССР) — советский и российский футболист, нападающий, футбольный тренер. Сыграл более 600 матчей за таганрогское «Торпедо», рекордсмен клуба по числу матчей и голов.

## Биография
Начал выступать на взрослом уровне в 1980 году в составе таганрогского «Торпедо» во второй лиге. После семи сезонов в Таганроге, перешёл в 1987 году в «Зарю» Ворошиловград, где за полтора года сыграл 39 матчей в первой лиге. В ходе сезона 1988 года вернулся в Таганрог, где выступал до конца карьеры — до 2000 года играл в профессиональных соревнованиях, затем клуб потерял профессиональный статус и принимал участие в соревнованиях ЛФЛ.
Всего за 20 сезонов на профессиональном уровне сыграл за таганрогское «Торпедо» 609 матчей и забил 140 голов (с учётом любительских соревнований — более 650 матчей и 150 голов). Является рекордсменом команды по числу сыгранных матчей и забитых голов за всю историю.
В 2003—2004 годах был играющим главным тренером «Торпедо». В 2009—2015 годах работал в клубе «Таганрог» на административных должностях.

## Личная жизнь
Сын Игорь (род. 1985) тоже был футболистом, играл за таганрогские команды на любительском уровне.